# Râmniceni, Vrancea
Râmniceni este un sat în comuna Măicănești din județul Vrancea, Muntenia, România. Satul Râmniceni este așezat pe malul drept al râului Râmnicul Sărat, cu o populație de peste o mie de locuitori. Satul Râmniceni se află în componența comunei Măicănești din anul 1968. Până în anul 1968 a deținut statutul de comună, având în componență mai multe sate: Râmniceni, Slobozia Botești și Satu Nou, care făceau parte din fostul raion Brăila, Regiunea Galați. Localitate de hotar între Țara Românească și Moldova, aflat în zona de interferențe culturale, lingvistice și etnice dintre cele două mari regiuni.

## Istoric
Satul, fostă reședință de comună, este așezat la 3 km-vest de satul Măicănești, făcea parte până la Regulamentul organic din 1835 din plasa Belciugata, județul Râmnicu Sărat, apoi din plasa Marginea de Jos, până la primul război mondial. După 1925, satul a făcut parte din plasa Măicănești.
Denumirea satului este dată de Râul Râmnicul Sărat, pe malul căruia satul este așezat. Apele Râmnicului, care până la începutul secolului al XVII-lea se vărsa în râul Siret la Râmniceni, au dat naștere mai multor lacuri, dintre care amintim Coada Gârlei, lângă fosta bază mecanizată. Din vechea albie a Siretului nu au mai rămas decât un șir de lacuri, care a ținut loc de hotar, după mutarea albiei din cea veche (Sirețel, Siretul Vechi) într-o albie nouă pe lângă Nămoloasa-Sat, la Huroaia. 
Este atestat documentar în anul 1704, printr-un document care atestă vânzarea unui teren, mai precis zece familii din Nănești, ținutul Putnei, vând lui Radu Dudescu, marele căpitan de margine al Țării Românești, după cum urmează: „Noi moșnenii din Nănești din Țara Moldovei vindem tot cotul cât este, de înconjură apa Sirețelului, care loc este din Țara Muntenească, la Râmniceni.”
Însă, în realitate, vechimea satului este și mai adâncă, astfel că tradiția vorbește despre anul 1638, când potrivit relatărilor bătrânului satului Ion Iacob, născut în anul 1894, din cauza inundațiilor, bătrânii povestesc despre vânzări și acte de mână încheiate în acest an de către familii care au decis părăsirea satului, fondând mai târziu satele Pitulați, Scorțaru și Siliștea.
Vatra satului a fost așezată inițial în locul numit Siliște, la confluența râului Râmnicul Sărat cu Siretul, care își schimbă albia după jumătatea secolului al XVII-lea. Cu timpul, satul se extinde spre sud, inițial în jurul bisericii de lemn construită în 1834, după care în jurul bisericii din zidărie din 1910. Actualul cimitir, așezat cândva la marginea satului, spre sud, este acum în mijlocul satului și desparte satul cel nou de vatra cea veche. Dezvoltarea satului s-a făcut în jurul moșiei boierului Simionescu Râmniceanu.
În anul 1989 satul se întindea pe aproximativ 130 ha, având 653 de gospodării și o populație de 1810 locuitori. Astăzi numărul acestora a scăzut simțitor odată cu plecarea tinerilor și îmbătrânirea accentuată a populației.

## Relieful
Pe întreg teritoriul satului Râmniceni predomina câmpia și valea râului Râmnicul Sărat. Altitudinea variază în jurul valorilor de 20–30 m. Câteva cursuri vechi ale râului încă se mai conturează în forma reliefului.

## Neamul și transhumanța
Zona se populează intens începând cu sec. al XVIII-lea, când apar majoritatea așezărilor. Principalul factor al populării îl constituie transhumanța, care, a favorizat apariția în această regiune a satelor. Transhumanța s-a manifestat prin trecerea transilvănenilor, prin contingente întregi, numite băjenari, dinspre trecătorile munților. Documentele locale amintesc de ciobani, ungureni sau de peste munți.
Păstoritul a constituit principalul motiv al evoluției sociale și economice a zonei. În această zonă s-a manifestat fenomenul de transhumanță, prin deplasarea alternativă și după sezon a oilor dinspre și înspre pășunile de munte sau pășunile de câmpie, cutreierând zone largi între Carpați, Dunăre și Mare. Transhumanța este o fază avansată a păstoritului, utilizată de către românii ardeleni în special datorită factorului cultural, dar și datorită scutirii de dări din Țara Românească. Majoritatea transilvănenilor evitau fiscul excesiv înregistrat peste munți, în localitățile de baștină, preferând comercializarea produselor peste munți. Transhumanța era însoțită adesea de modificarea numelor, a semnelor distinctive ale turmelor, astfel încât să poată beneficia de pe urma deplasărilor, la întoarcerea în satele de origine (ex. ciobanii din satul Târlungeni, Brașov își modificau numele după denumirea satului - Târlungeanu, cu toate că în realitate se numeau Beșchia). Astăzi, denumirea satului vechi Crîngeni a dispărut, iar urmașii oierului Gheorghe Târlungeanu au numit satul Târlungeni.
În timp ciobanii și-au păstrat și îngrijit locurile de peste munți unde își aduceau târla. Târla rămânea de multe ori la câmpie și pe timpul verii. Locul preferat de către păstorii transilvăneni era câmpia cuprinsă între Buzău și Siret. Astfel, în anul 1845 sunt atestate un număr de 63 de târle așezate la iernat, însumând 57000 de oi, dar și bovine, cai și capre. Majoritatea târlelor își aveau locația în valea Râului Râmnic de la Ciorăști la Râmniceni.
Potrivit vameșilor, în plasa Marginea de Jos sunt înregistrate turme din Săliște, Satulung, Purcăreni, Cernatu, Breșcu, Târlugeni, Galeș, Covasna, Codlea și Prejmer din județul Brașov. Păstorii pătrundeau prin depresiunile Dumitrești, Andreiașu, Vârteșcoiu, dar și prin sud-vest pe drumurile pastorale de pe plaiurile Buzăului. Odată ajunși aici, cei mai mulți își fixau târlele pentru iernat sau se îndreptau spre bălți, spre Brăila, sau pentru a trece în Dobrogea. Tot pe acest drum mergeau prin Nămoloasa spre Moldova. Crescătorii de bovine din Ardeal s-au stabilit la Bolboaca. Familiile Rizea, Cernatu și Stănilă își au obârșia în zonele pastorale din marginea Brașovului.
În trecut hotarele erau însemnate prin stâlpi, cunoscuți și sub denumirea de Belciuge, iar locul de hotar era un Belciug. În anul 1837, trec prin punctul de vamă Nămoloasa 681 de oi din Belciugul Moldovei, 1457 de oi din Costieni și 261 de ori din Blehani. În același an sunt consemnate 16174 de oi și 3762 de bovine care se așază la Râmniceni, Boroiasca, Gârlești sau Crângeni, acolo unde erau multe locuri neproductive, bălți, fânețe, mărăcinișuri, păduri.
Potrivit unui document din 1829, Râmnicu Sărat era județul cu cele mai multe cășării, 17 la număr, așezate în Voietenul, Râmniceni, Bolboaca, Gârlești, Cioranca. De frunte sunt: cășăria serdarului Costache Robescu (Gârlești) și, atenție, cășăria lui Grigore Borănescu de pe moșia Râmniceni.
Denumirea de băjenari din consemnarea condicilor vamale se regăsește în numele localnicilor, Băjenaru, dar și cele ardelene: Rizea, Cernatu și Stănilă.
Intensificarea trecerilor peste munți are loc după anul 1761, când împărăteasa Maria Tereza a dat ordin ca Mitropolia Ortodoxă a Transilvaniei să fie desființată, fapt ce a determinat și dărâmarea a 150 de mănăstiri și desființarea a peste 100 de sate românești.
Astăzi, cu toată campania de colectivizare și de agricultura intensivă, locuitorii satului poartă încă numele lor cu rezonanță ardeleană, cântă cântece de doină specific ciobanilor de peste munți (guturale), poartă straie muntenești și au stâni pe malurile Râmnicului ca ardelenii veniți odinioară. Sărbătorile de iarna poartă amprenta satelor de munte din regiunea Brașovului, astfel colindele sunt realizate preponderent de către grupuri de bărbați, după model pastoral.